# Amarens
Amarens ist eine südfranzösische Gemeinde mit 64 Einwohnern (Stand 1. Januar 2022) in der Umgebung von Cordes-sur-Ciel im Département Tarn in der Region Okzitanien. Die Bewohner werden Amarensois und Amarensoises genannt.

## Lage
Amarens liegt in der Kulturlandschaft des Albigeois nur ca. 8 km (Fahrtstrecke) südwestlich von Cordes-sur-Ciel in einer Höhe von ca. 170 m ü. d. M. Das Klima ist gemäßigt; Regen fällt ganzjährig.

## Bevölkerungsentwicklung
| Jahr      | 1800 | 1851 | 1901 | 1954 | 1999 | 2017 |
| Einwohner | 195  | 182  | 105  | 93   | 78   | 68   |

Der Rückgang der Einwohnerzahlen im ausgehenden 19. und in der ersten Hälfte des 20. Jahrhunderts ist im Wesentlichen auf die Mechanisierung der Landwirtschaft und den damit zusammenhängenden Verlust an Arbeitsplätzen zurückzuführen.

## Wirtschaft
Die Bewohner des Ortes lebten jahrhundertelang als Selbstversorger von der Landwirtschaft. Auch Wein wurde in geringem Umfang angebaut; er wird heute unter den Bezeichnungen Comté Tolosan, Côtes du Tarn, Gaillac etc. vermarktet.

## Geschichte
Die Geschichte des einsam gelegenen Ortes ist eng verknüpft mit der von Cordes und den Dörfern in der Umgebung.

## Sehenswürdigkeiten
Die einschiffige und im Innern von einem offenen Dachstuhl überspannte Pfarrkirche St-André steht in einem ca. 200 m abseits des Ortes gelegenen Waldgrundstück und ist umgeben von den Gräbern des Friedhofs. Sie verfügt über einen vorgezogenen schmucklosen Glockengiebel. Ihre Ursprünge gehen auf das 12. Jahrhundert zurück. Der Glockengiebel und vermutlich die Apsis und ein Teil des Langhauses bilden hierbei Überbleibsel aus dem Mittelalter.